# Ahmed Bican Yazıcıoğlu
Ahmed Bican Yazıcıoğlu (? - ca. 1466) was een Osmaanse schrijver.
Ahmed Bican was een derwisj van de Bayramiyye-orde, afkomstig uit Gelibolu (Gallipoli). Hij maakte deel uit van een literaire familie; zijn vader Salih Yazıcı en zijn oudere broer Mehmed, waren ook schrijvers. Mehmed Yazıcıoğlu schreef de Muhammediyye. Yazıcıoğlu wordt tot de belangrijkste figuren uit de Turkse cultuurgeschiedenis gerekend. Zo gaat de stichtingslegende van Istanboel  vermoedelijk terug op zijn Dürr-i Meknûn. Het grafmonument in Gelibolu voor Ahmed en Mehmed Yazıcıoğlu is een toeristische attractie. 
'Bican' is een bijnaam: de Levenloze, maar onder die naam is hij bekend geworden. Streng religieus als hij was, leerde hij zowel eetlust als nachtrust trotseren. Hoe levenloos hij er als gevolg daarvan ook uitzag, aan vitaliteit en daadkracht ontbrak het hem niet. Hij maakte zich in zijn tijd, waarin het Arabisch overheerste, sterk voor de Turkse volkstaal. Hij schreef in het Turks en vertaalde verhalen en boeken uit het Arabisch. Zijn bekendste boek is de Envârü’l-‘âşıkîn (ca. 1451), een godsdienstig werk dat tot in de 20ste eeuw veel gelezen werd. Dit boek is een compilatie van materiaal uit onder meer de  Tevrat, Thora, Zebur, Psalmen, Incil, het Evangelie en de Koran, aangevuld met profetengeschiedenissen, kennis over de hogere sferen en de Dag des Oordeels. De Envârü’l-‘âşıkîn gaat voor een groot deel terug op de in het Arabisch geschreven Magarib az-zaman van Mehmed Yazıcıoğlu.
Ook de Dürr-i Meknûn, 'de Verborgen parel' (publicatiejaar onbekend) is een door de eeuwen heen veel gelezen boek. Deze kosmografie behandelt de wereld vanaf de Schepping. De schrijver verhaalt achtereenvolgens over hemellichamen, oude volkeren, profeten en goddelijke straffen, wonderlijke stenen, beelden, geneeskrachtige planten, fabeldieren, landen, zeeën en verre eilanden met hun bizarre bevolking. Een opmerkelijke  vertelling is die over Ken‘an, een van de zonen van Nuh (Noach). Ken'an wil niet mee met de Ark en probeert de zondvloed op eigen houtje te overleven in  een soort duikerklok. Deze ongehoorzaamheid komt hem duur te staan. Hij wordt door God getroffen met een bovennatuurlijke blaasontsteking en hij verdrinkt in een vloed van urine in zijn duikerklok. Een andere sleutelpassage is de hevige persoonlijke veroordeling door de auteur van de verering van herten en bronnen in zijn omgeving, een openlijke heidense cultus in het 15de-eeuwse Osmaanse Rijk. De  Dürr-i Meknûn sluit af met een hoofdstuk over de Eindtijd en de verschrikkingen van de islamitische Antichrist: de  Dajjal. 
Andere boeken van Ahmed Bican Yazıcıoğlu zijn de Kitabü 'l-müntehã al müstehã ala 'l-fusûs (1465), Bostãnü 'l-hakã'ik (1466),  het leerdicht over edelstenen Cevãhirnãme, de Ravhü 'l-ervãh (beide laatste ongedateerd) en een Turkse bewerking van de Aca'ibu'l-mahlukat.